# Flekkerøytunnel
Der Flekkerøytunnel ist ein einröhriger, zweispuriger Unterwassertunnel auf dem Stadtgebiet von Kristiansand in der Provinz Agder, Norwegen. Er verläuft unter dem Sund Vestergapet, der die zur Stadt gehörige Insel Flekkerøya vom Festland trennt, und der kleinen Insel Gammeløya und trägt die Provinzstraße 457 von Kroodden im Stadtteil Vågsbygd hinüber auf die Insel.

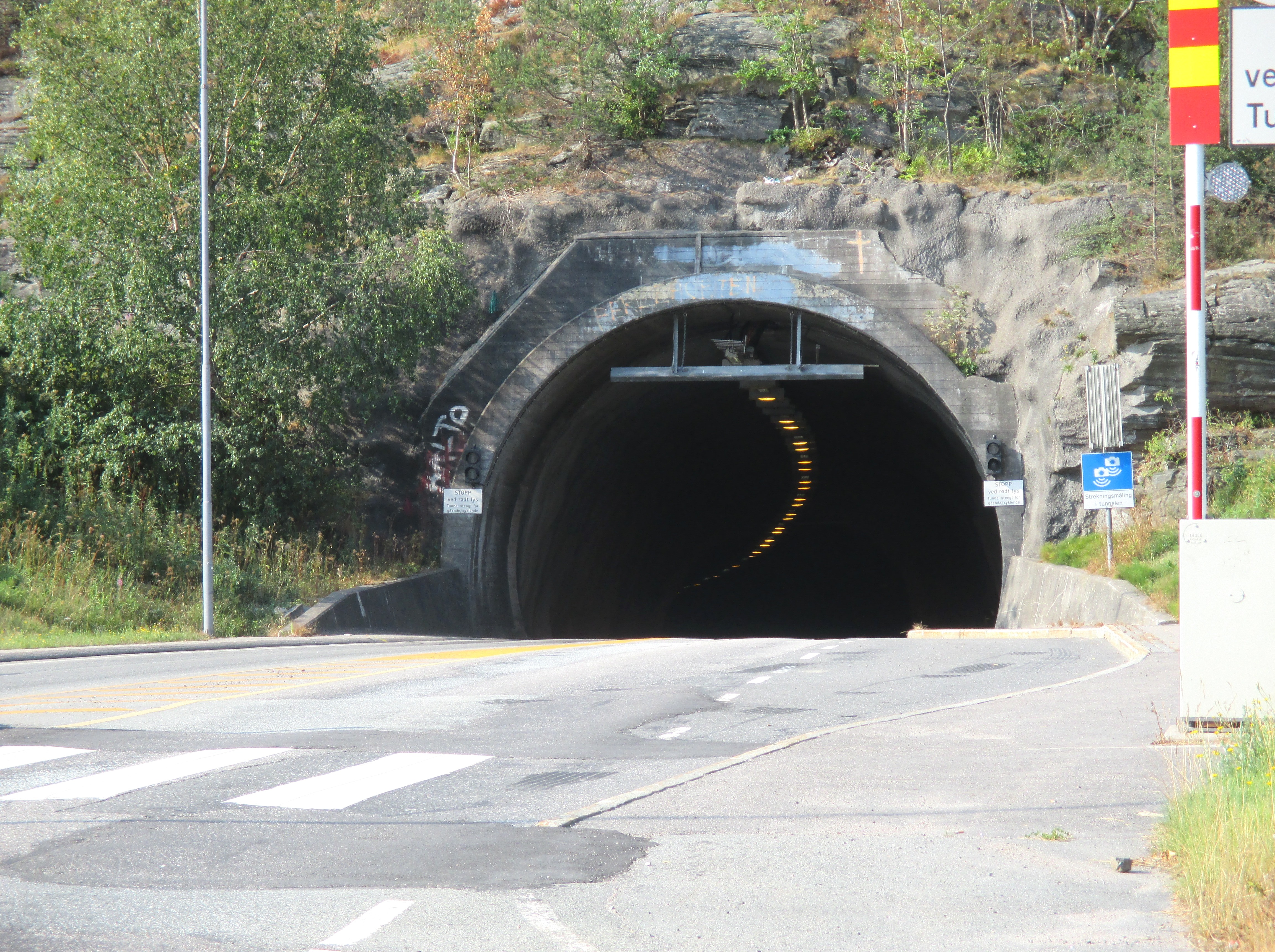
Das Nordportal

Der Straßentunnel ist 2321 Meter lang und erreicht eine Tiefe von 101 Meter unter dem Meeresspiegel. Die größte Steigung im Tunnel ist 10 %.
Baubeginn war am 1. August 1988. Der Durchbruch erfolgte am 6. März 1989, und bereits am 15. August 1989 wurde der Tunnel für den Verkehr freigegeben. Er ersetzte die Fährverbindung zwischen Møvig in Kristiansand und Lindebøkilen auf Flekkerøya. Die Baukosten betrugen 87 Millionen NOK, von denen die norwegische Straßenverkehrsbehörde 19 Millionen NOK und die Kommune Kristiansand 3 Millionen NOK übernahmen. Der Löwenanteil von 65 Millionen NOK wurde durch eine Maut aufgebracht, die bis zum 14. Juli 1998 erhoben wurde.